# Трес Дейвіс
Трес Дейвіс (англ. Tres Davis; нар. 13 січня 1982) — колишній американський тенісист.
Найвищу одиночну позицію світового рейтингу — 404 місце досяг 1 серпня 2005, парну — 259 місце — 15 серпня 2005 року.
Завершив кар'єру 2006 року.

## Юніорські фінали турнірів Великого шолома

### Парний розряд: 3 (3 поразки)
| Результат | Рік  | Турнір                                 | Покриття | Партнер         | Суперники                 | Рахунок        |
| --------- | ---- | -------------------------------------- | -------- | --------------- | ------------------------- | -------------- |
| Поразка   | 1999 | Відкритий чемпіонат США з тенісу       | Тверде   | Алберто Франсіс | Жульєн Беннето Ніколя Маю | 4–6, 6–3, 1–6  |
| Поразка   | 2000 | Відкритий чемпіонат Австралії з тенісу | Тверде   | Енді Роддік     | Томмі Робредо Ніколя Маю  | 2–6, 7–5, 9–11 |
| Поразка   | 2000 | Відкритий чемпіонат США з тенісу       | Тверде   | Роббі Джінепрі  | Лі Чайлдс Джеймс Нелсон   | 2–6, 4–6       |

## Фінали ATP Челленджер і ITF Ф'ючерс

### Одиночний розряд: 5 (1–4)
| Легенда              |
| -------------------- |
| ATP Челленджер (0–0) |
| ITF Ф'ючерс (1–4)    |

| Фінали за покриттям |
| ------------------- |
| Тверде (1–3)        |
| Ґрунт (0–1)         |
| Трава (0–0)         |
| Килим (0–0)         |

| Результат | В-П | Дата     | Турнір                 | Рівень  | Покриття | Суперник               | Рахунок            |
| --------- | --- | -------- | ---------------------- | ------- | -------- | ---------------------- | ------------------ |
| Поразка   | 0–1 | Кві 2002 | Ямайка F2, Монтего-Бей | Ф'ючерс | Тверде   | Міхаель Кінтеро Агілар | 3–6, 6–2, 4–6      |
| Перемога  | 1–1 | Тра 2004 | Мексика F6, Celaya     | Ф'ючерс | Тверде   | Хуан-Ігнасіо Серда     | 6–3, 6–1           |
| Поразка   | 1–2 | Сер 2004 | США F21, Годфрі        | Ф'ючерс | Тверде   | Родрігу-Антоніу Гріллі | 6–4, 6–7(3–7), 4–6 |
| Поразка   | 1–3 | Сер 2004 | США F22, Декейтер      | Ф'ючерс | Тверде   | Сем Варбург            | 4–6, 2–6           |
| Поразка   | 1–4 | Тра 2005 | Марокко F3, Агадір     | Ф'ючерс | Ґрунт    | Лямін Уахаб            | 1–6, 2–6           |

### Парний розряд: 12 (9–3)
| Легенда              |
| -------------------- |
| ATP Челленджер (0–0) |
| ITF Ф'ючерс (9–3)    |

| Фінали за покриттям |
| ------------------- |
| Тверде (7–1)        |
| Ґрунт (2–2)         |
| Трава (0–0)         |
| Килим (0–0)         |

| Результат | В-П | Дата     | Турнір                 | Рівень  | Покриття | Партнер            | Суперники                          | Рахунок            |
| --------- | --- | -------- | ---------------------- | ------- | -------- | ------------------ | ---------------------------------- | ------------------ |
| Перемога  | 1–0 | Лют 2002 | США F4, Браунсвілл     | Ф'ючерс | Тверде   | Грейдон Олівер     | Лазар Магдінчев Джефф Вільямс      | 3–6, 7–6(7–4), 6–2 |
| Перемога  | 2–0 | Кві 2002 | Ямайка F1, Кінгстон    | Ф'ючерс | Тверде   | Філіп Ґубенко      | Кері Франклін Олександр Богомолов  | 4–6, 6–3, 7–6(7–1) |
| Перемога  | 3–0 | Кві 2002 | Ямайка F2, Монтего-Бей | Ф'ючерс | Тверде   | Філіп Ґубенко      | Ніколя Девільдер Тьєррі Гвардьйола | 6–1, 4–6, 6–3      |
| Перемога  | 4–0 | Лют 2004 | США F4, Браунсвілл     | Ф'ючерс | Тверде   | Ерік Нуньєз        | Кленсі Шилдс Люк Шилдс             | 6–3, 6–3           |
| Перемога  | 5–0 | Лип 2004 | США F18, Піттсбург     | Ф'ючерс | Ґрунт    | Раян Сачір         | Горан Драгичевич Мірко Пегар       | 6–3, 6–4           |
| Поразка   | 5–1 | Лют 2005 | США F4, Браунсвілл     | Ф'ючерс | Тверде   | Ерік Нуньєз        | Лестер Кук Роб Стеклі              | без гри            |
| Перемога  | 6–1 | Кві 2005 | США F7, Літл-Рок       | Ф'ючерс | Тверде   | Скотт Ліпскі       | Майкл Джонсон Микита Кривонос      | 6–3, 1–6, 6–3      |
| Перемога  | 7–1 | Тра 2005 | Марокко F3, Агадір     | Ф'ючерс | Ґрунт    | Марсіо Торрес      | Фредеріку Маркеш Адам Веймелка     | 6–2, 6–3           |
| Перемога  | 8–1 | Чер 2005 | Іспанія F11, Тенерифе  | Ф'ючерс | Тверде   | Жан-Жульєн Роєр    | Херман Пуентес Даніель Вальверду   | 6–2, 6–4           |
| Поразка   | 8–2 | Лип 2005 | США F15, Баффало       | Ф'ючерс | Ґрунт    | Ніколас Монро      | Трет Г'юї Ізак ван дер Мерве       | 3–6, 4–6           |
| Поразка   | 8–3 | Лип 2005 | США F16, Піттсбург     | Ф'ючерс | Ґрунт    | Кетелін-Йонуц Гард | Роберт Смітс Денієл Вендлер        | без гри            |
| Перемога  | 9–3 | Сер 2005 | США F20, Декейтер      | Ф'ючерс | Тверде   | Brandon Davis      | Садік Кадір Денієл Вендлер         | 6–4, 7–6(7–4)      |